# Seedfeeder

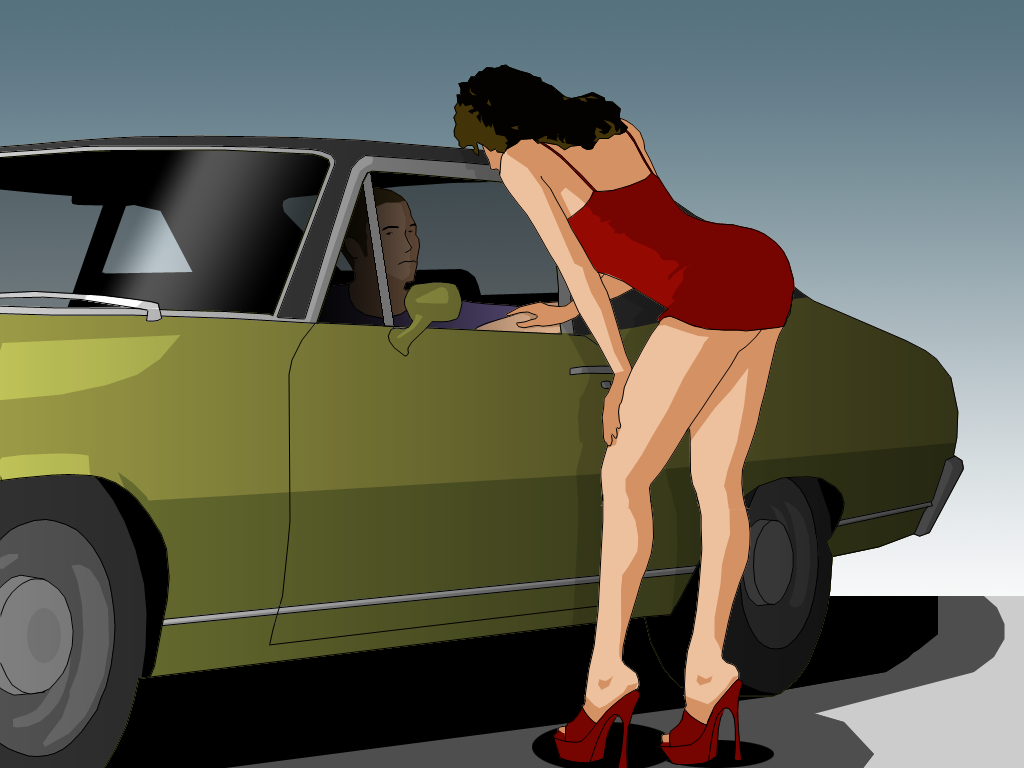
Ilustração de Seedfeeder de uma prostituta falando com um cliente em um veículo estacionado

Seedfeeder (fl. 10 de julho de 2008 – 24 de março de 2013) é o pseudônimo de um ilustrador conhecido por contribuir com ilustrações sexualmente explícitas para a Wikipédia. Entre 2008 e 2012, o artista criou 48 representações de diversos atos sexuais. As ilustrações de Seedfeeder geraram reações mistas: alguns editores da Wikipédia alegaram conterem conotações racistas e sexistas, enquanto Andy Cush, do Gawker, o chamou de "o maior artista de atos sexuais da Wikipédia". Paddy Johnson, colunista da Artnet, listou o trabalho de Seedfeeder como uma das "10 Melhores Obras de Arte Digitais de 2014".

## Obras
Seedfeeder contribuiu com 48 ilustrações de vários atos sexuais para 35 artigos da Wikipédia em inglês; estes também foram usados em edições da Wikipédia em outros idiomas. Eles estão disponíveis para adaptação e reutilização sob as condições de uma licença Creative Commons. As imagens são desenhos vetoriais com cores gradientes e fundos neutros; Seedfeeder disse que não tinha as habilidades para fazer fundos complexos. O estilo simplificado e "estéril" da arte foi comparado ao dos cartões de segurança de aeronaves. Seedfeeder saiu da Wikipédia em junho de 2012.

## Recepção

### Reações gerais

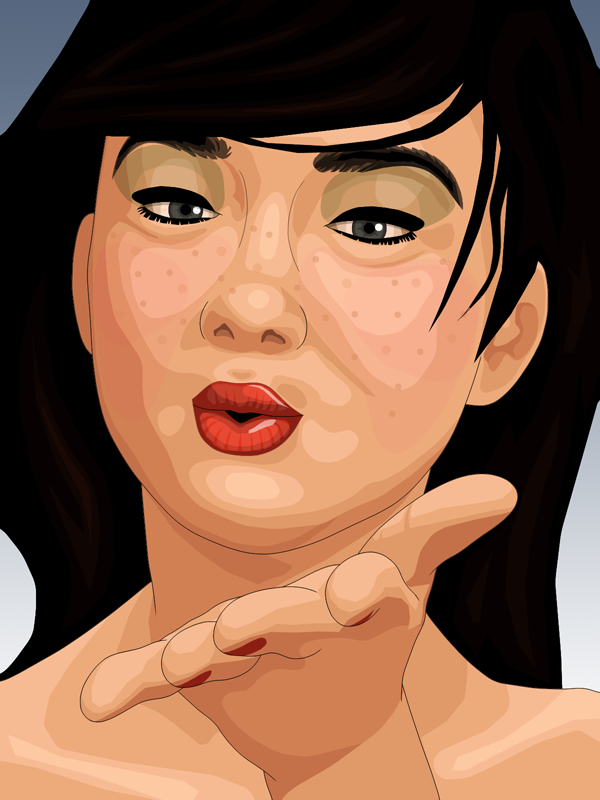
Em sua saída, Seedfeeder ilustrou uma mulher mandando um beijo

As imagens de Seedfeeder receberam cobertura da mídia em vários idiomas e publicações. Em 2014, Andy Cush, do Gawker, publicou um artigo sobre as ilustrações "francas e gráficas" de Seedfeeder, e uma galeria complementar chamada "O Melhor de Seedfeeder, o Maior Ilustrador de Sexo da Wikipédia", que ele descreveu como uma coleção das "maiores obras" do artista. Em seu artigo no Gawker, Cush chamou Seedfeeder de "o maior artista de atos sexuais da Wikipédia" e seu trabalho de "inconfundível" e "quase tão marcante quanto o assunto". Cyriaque Lamar, do Cracked.com, chamou as imagens de "hilárias pra caramba" e também as comparou a panfletos de segurança de companhias aéreas. Lamar reconheceu seu valor educacional, mas as criticou por serem muito pornográficas para fins pedagógicos. O artigo do Cracked.com incluía uma galeria das seis "ilustrações de sexo mais aterrorizantes da Wikipédia".
Andres Jauregui, do HuffPost, disse que as ilustrações eram "tudo menos tímidas" e que "ao representar atos intensos de cópula de uma maneira estéril, quase instrutiva, os desenhos de Seedfeeder têm um efeito normalizador nas brincadeiras de quarto que alguns podem considerar tabu". Ele escreveu que os atos sexuais que Seedfeeder ilustra "não são estranhos, mas o estilo plástico e imparcial em que são representados é bizarramente prático, como os panfletos de segurança das companhias aéreas que o ilustrador diz que os inspiraram". Além disso, ele disse: "Alguns não considerariam arte, mas também não é pornografia. As ilustrações são educacionais, mas servem a um propósito que vai além da ilustração". O colunista da Artnet, Paddy Johnson, listou o trabalho de Seedfeeder como uma das "10 melhores obras de arte digitais de 2014".

### Críticas
As ilustrações de Seedfeeder também foram alvo de controvérsias. Alguns colaboradores da Wikipédia perceberam conotações racistas e sexistas, resultando na remoção de algumas imagens de projetos Wikimedia em inglês. Uma representação de um rosto de um homem negro ejaculando em uma mulher branca gerou críticas, com alguns usuários alegando que a imagem era racista e promovia a violência contra as mulheres.
Seedfeeder respondeu àqueles que argumentavam que descrições de atos sexuais sem imagens seriam melhores dizendo: "Eu venho de um ponto de vista filosófico que cada artigo da Wikipédia deve ter todas as formas de mídia disponíveis associadas a ele. Imagens, áudio e vídeo. Todos os artigos, sem exceção. Portanto, qualquer argumento baseado em 'uma imagem não é necessária' não tem peso algum. Nenhum." Em uma entrevista com NaTemat.pl, o sexólogo Andrzej Depko defendeu as imagens, dizendo que imagens de atividade sexual não são novidade e que as pessoas não devem se sentir ofendidas pelo sexo.
Seedfeeder também respondeu às críticas de que as crianças poderiam descobrir suas ilustrações escrevendo: "se seus filhos estão procurando ativamente por esse tipo de tópico... é porque eles já têm uma pequena ideia deles... e se sentem prontos para saber mais."